# Interception (EP)
Interception är en EP av Front 242, utgiven 1986 på etiketten Red Rhino Europe. Albumet utgavs som maxisingel, kassettband och CD.

## Låtlista
Samtliga låtar är skrivna av Daniel Bressanutti, Patrick Codenys, Jean-Luc de Meyer och Richard 23.
Sida A
1. "Quite Unusual" – 5:00

Sida B
1. "Agressiva" – 4:50